# Розписка
Розписка — це документ, який підтверджує певну дію, яка відбулась — передачу й отримання грошей, матеріальних цінностей, документів тощо від підприємства, установи чи приватної особи.
За характером розписки поділяють на:
- приватні — між приватними особами;
- службові — за якими представник установи отримує цінності від цієї або іншої установи.

Реквізити розписки:
1. Назва документа.
2. Текст.
3. Дата.
4. Підпис особи, яка отримала цінності.
5. Засвідчення за необхідності.

Текст приватної розписки має містити відомості про отримувача цінностей і того, кому надається розписка, включаючи прізвище, ім'я, по батькові повністю. За необхідності вказують відомості про паспорт, посвідчення чи інший документ, що підтверджує особу. Визначають підстави для передачі й отримання цінностей. У тексті службової розписки вказуються посади осіб, повні назви установ, які вони представляють, на підставі якого розпорядчого документа передано й отримано матеріальні чи грошові цінності. Про матеріальні цінності, які передають, зазначають найменування, кількість, стан, термін тощо. Кількість і вартість вказують цифрами та словами.
За необхідності підпис особи, яка дає розписку, засвідчує посадова особа установи, де вона працює, за місцем проживання чи нотаріус. У разі залучення свідків, у розписці вказуються їх прізвища поруч з їх підписами.